# Quartel de São João
Quartel de São João é um distrito do município de Quartel Geral que é um município brasileiro do estado de Minas Gerais. Sua população estimada em 2004 era de menos de 150 habitantes. Nesta localidade, empresas do ramo petrolífero iniciaram no ano de 2010 um trabalho de prospecção de gás natural e, atualmente, os estudos indicam que Quartel de São João esconde uma grande lavra gasosa. 